# Semana Internacional de Órgano de Granada
La Semana Internacional de Órgano de Granada fue un festival de música dedicado al órgano, que se celebra cada año durante la primera semana de noviembre desde 1989 en la ciudad de Granada, España. Estaba presidido por la organista Inmaculada Ferro. En la actualidad, y desde hace más de una década y media, este ciclo fue reemplazado por la Academia Internacional de Órgano de Granada.

## Historia
El festival tiene como predecesor los ciclos de conciertos para órgano que se celebraron en la Catedral de Granada en 1989 y 1990, conocidos como Cantantibus Organis en Andalucía. Es en la edición del año siguiente, 1991, cuando el festival adopta su nombre actual y comienza a recibir apoyo institucional, como el Centro de Documentación Musical de Andalucía, dado el éxito de crítica y público que se había cosechado en ediciones anteriores. 
Poco después de la consolidación del festival, la Obra Social de Caja Granada y Centro de Documentación Musical de Andalucía organizaron una serie de jornadas acerca del órgano y de su presencia actual.
Ya desde su fundación, en el festival han participado organistas de renombre nacional e internacional, como Gustav Leonhardt, José Luis González Uriol, Lorenzo Ghielmi, José Enrique Ayarra, Concepción Fernández Vivas, Antonio Linares López, Harald Vogel, Adalberto Martínez Solaesa, Inmaculada Ferro, Ton Koopman, Roberto Fresco, Juan María Pedrero, Antonio Linares Espigares, Naji Hakim, Montserrat Torrent, Felix Friedrich, André Isoir y Enrico Viccardi, entre otros. También los organistas granadinos Concepción Fernández Vivas, Inmaculada Ferro, Antonio Linares Espigares y Antonio Linares López han estado presentes en la semana.